# Bimastos
Genre
Bimastos est un genre de vers de terre de la famille des Lumbricidae. Une analyse moléculaire récente a permis de synonymiser Dendrodrilus et Allolobophoridella en tant que synonyme junior de Bimastos. Le clade contenant Bimastos et Eisenoides semble avoir divergé de l'eurasien Eisenia au cours du Crétacé supérieur, il y a environ 70 millions d'années, ce qui, avec la découverte d'un cocon de ver de terre attribué à B. rubidus dans des sédiments lacustres datés de plus de 7 000 ans en Ontario, au Canada, contredit la notion largement répandue selon laquelle Bimastos sont des vers envahissants venus d'Europe qui ont colonisé l'Amérique du Nord. Ses ancêtres sont probablement entrés en Amérique du Nord par le pont terrestre de Béring et ont colonisé d'autres régions après le contact européen. Les espèces de ce genre sont les rares vers de terre indigènes qui subsistent dans de nombreux environnements d'Amérique du Nord ; par exemple, il semble être le seul groupe de vers de terre indigène existant en Alaska. 

## Liste des espèces
Selon World Register of Marine Species (26 décembre 2022) :
- Bimastos antiquus Zicsi, 1981
- Bimastos baloghi Zicsi, 1981
- Bimastos beddardi Mihailova, 1966
- Bimastos eiseni (Levinsen, 1884)
- Bimastos jordanis Csuzdi & Pavlíček, 1999
- Bimastos lawrenceae Fender, 1994
- Bimastos magnum Carrera-Martínez in Carrera-Martínez, Jones, Schoville, Snyder & Callaham, 2021
- Bimastos muldali Omodeo, 1956
- Bimastos nanae Carrera-Martínez in Carrera-Martínez, Jones, Schoville, Snyder & Callaham, 2021
- Bimastos oltenicus Pop, 1938
- Bimastos palustris Moore, 1895 - espèce type
- Bimastos rubidus (Savigny in Cuvier, 1826)
- Bimastos schweigeri Zicsi, 1981
- Bimastos schwerti Csuzdi & Chang in Csuzdi, Chang, Pavlícek, Szederjesi, Esopi & Szlávecz, 2017

## Systématique
Le genre Bimastos a été créé en 1893 par le zoologiste américain Frederic Moore (1830–1907),.

### Synonymes
Bimastos a pour synonymes :
- Allolobophoridella Mrsic, 1990
- Dendrodrilus Omodeo, 1956
- Helodrilus (Bimastus) Moore, 1893

## Publication originale
- (en) H. F. Moore, « Preliminary account of a new genus of Oligochaeta », Zoologischer Anzeiger, Allemagne, vol. 16,‎ 1893, p. 333-334 (ISSN 0044-5231, lire en ligne).